# Municipio de Bird Island
El municipio de Bird Island (en inglés, Bird Island Township) es un municipio del condado de Renville, Minnesota, Estados Unidos. Tiene una población estimada, a mediados de 2022, de 191 habitantes.
Abarca una zona exclusivamente rural.

## Geografía
Está ubicado en las coordenadas 44°45′34″N 94°56′04″O / 44.75944, -94.93444 (44.75934, -94.934511). Según la Oficina del Censo, tiene una superficie de 85.3 km², correspondientes en su totalidad a tierra firme.

## Demografía
Según el censo de 2020, en ese momento había 201 personas residiendo en la zona. La densidad de población era de 2.4 hab./km². El 94.5 % de los habitantes eran blancos, el 1.0 % eran amerindios y el 4.5 % eran de una mezcla de razas. Del total de la población, el 1.0 % eran hispanos o latinos de cualquier raza.